# Crkva sv. Jurja Mučenika u Rakovcu
Crkva sv. Jurja Mučenika je rimokatolička crkva u općini Rakovec i zaštićeno kulturno dobro.

## Opis dobra
Crkva je gotička barokizirana građevina čije srednjovjekovno porijeklo potvrđuje sačuvan gotički sloj, počevši od tlocrtne dispozicije broda i užeg poligonalno zaključenog svetišta poduprtog kontraforama do elemenata poput gotičkog južnog bočnog portala. Barokizacijom oko 1750. godine povećana je i presvođena, te dobiva novi krov i zvonik, smješten sjeverno uz svetište. Crkva je u cijelosti svođena češkim kapama. U unutrašnjosti se nalazi vrijedan barokni inventar.

## Zaštita
Pod oznakom Z-2630 zavedena je kao nepokretno kulturno dobro – pojedinačno, pravna statusa zaštićena kulturnog dobra, klasificirano kao "sakralna graditeljska baština".